# Lienen
Lienen is een plaats en gemeente in de Duitse deelstaat Noordrijn-Westfalen, die samen met het bij Lienen behorende Kattenvenne is gelegen in de Kreis Steinfurt. De gemeente Lienen telt 8.622 inwoners (31 december 2020) op een oppervlakte van 73,34 km².

## Indeling van de gemeente
Naast Lienen zelf is Kattenvenne het belangrijkste dorp in de gemeente.
Kleinere dorpen in de gemeente zijn o.a.  Holzhausen, halverwege Lienen en Kattenvenne,  Höste en Westerbeck, ten westen van Lienen, en Holperdorp, te bereiken via een fraaie weg over de bergkam, 3,5 km ten noorden van Lienen.

## Ligging, verkeer, vervoer
De plaats ligt tussen Lengerich, 11 km westwaarts, en Bad Iburg, 5 km oostwaarts, tegen de zuidgrens van het Teutoburgerwoud aan en is bekend en geliefd als kuuroord.

### Wegverkeer
Lienen ligt circa 20 kilometer ten zuiden van Osnabrück en ruim 15 kilometer ten zuidoosten van het alom bekende toeristenplaatsje Tecklenburg.
De dichtstbijzijnde autosnelwegen liggen beide op ca. 20 km afstand van Lienen: de A1 Münster-Bremen , afrit ruim 3 km ten westen van Lengerich, en de A30 Amsterdam-Berlijn, via Bad Iburg over de Bundesstraße 51 naar de zuidrand van Osnabrück.

### Openbaar vervoer
Het bij Lienen behorende dorp Kattenvenne, 9 km ten westzuidwesten van Lienen zelf, heeft een station aan de spoorlijn van Münster naar Osnabrück. Het spoorwegstation van Lienen zelf wordt alleen gebruikt door de toeristische Teuto-Bahn, die voor vakantiegangers nu en dan ritten met historische stoomtreinen e.d. organiseert. Ook pleegt Sinterklaas op of rondom  6 december er per stoomtrein zijn intocht te houden.

### Vliegverkeer
Lienen is gunstig gelegen voor het gebruik van een vliegveld. Op minder dan 25 kilometer afstand ligt Luchthaven Münster-Osnabrück (Münster/Osnabrück International Airport).

## Economie
De gemeente bestaat voornamelijk van het toerisme naar het Teutoburger Woud en het kuurbedrijf, en in mindere mate van de landbouw: het gebied ten zuiden van Lienen is tamelijk vlak boerenland (55-90 meter boven zeeniveau). Een belangrijk landbouwgewas is koolzaad.

## Geschiedenis
Lienen wordt in 1088 voor het eerst in een document vermeld. Van de late 17e eeuw tot in de 19e eeuw leefden de mensen niet alleen van de landbouw, maar ook van de huisnijverheid: men weefde thuis -voor een karig loon- textielproducten. In de 19e eeuw was er tijdelijk veel armoede, wat leidde tot massale emigratie naar o.a. de Verenigde Staten. Daarna kende de plaats een economische opleving door de opening van kalksteengroeven bij Höste.

## Bezienswaardigheden
- Het fraaie landschap en natuurschoon van het Teutoburger Woud; er zijn speciale faciliteiten voor nordic walking.
- Blotevoeten-wandelpark in het dorp

## Afbeeldingen

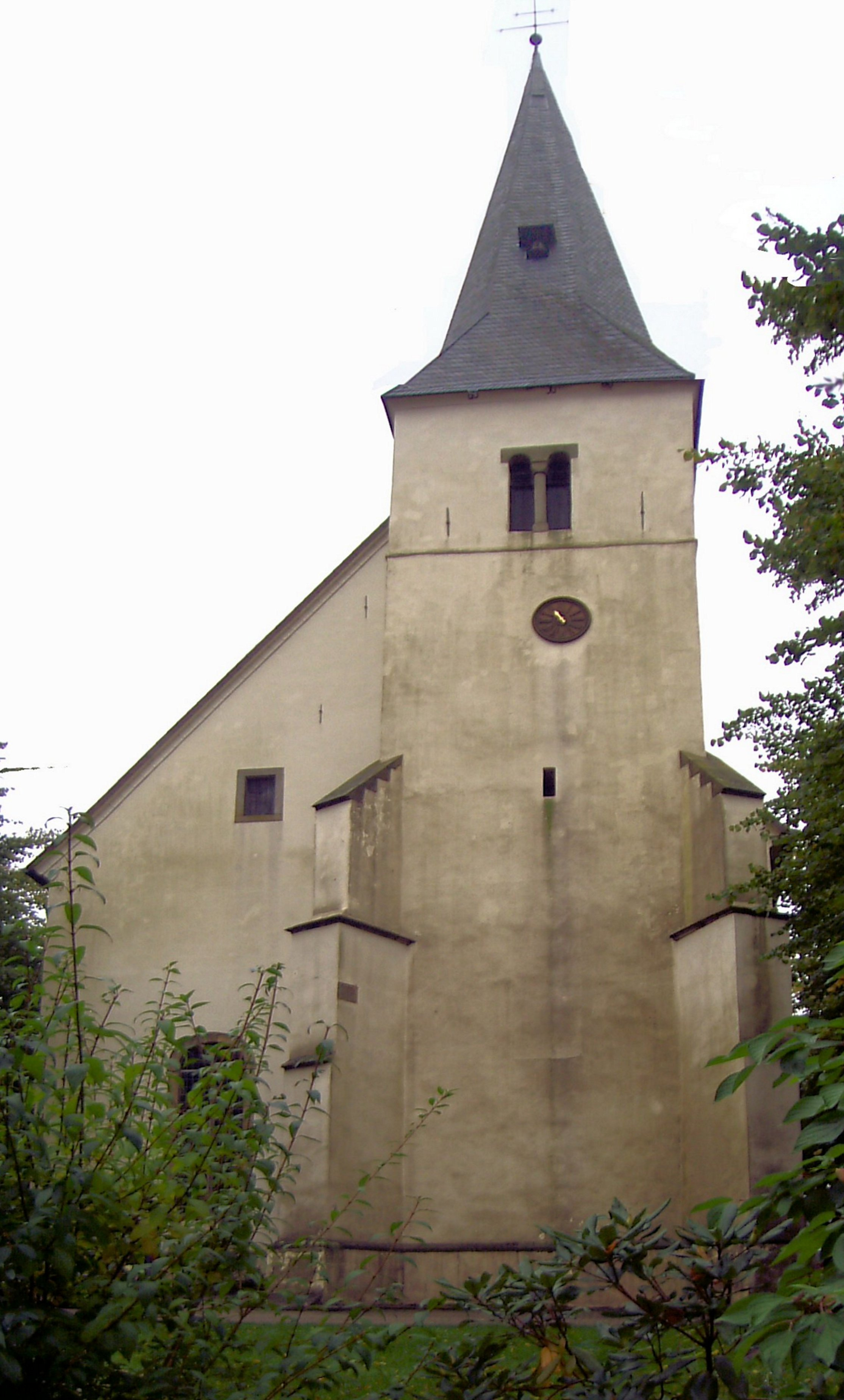
Evangelische kerk (12e-eeuws)
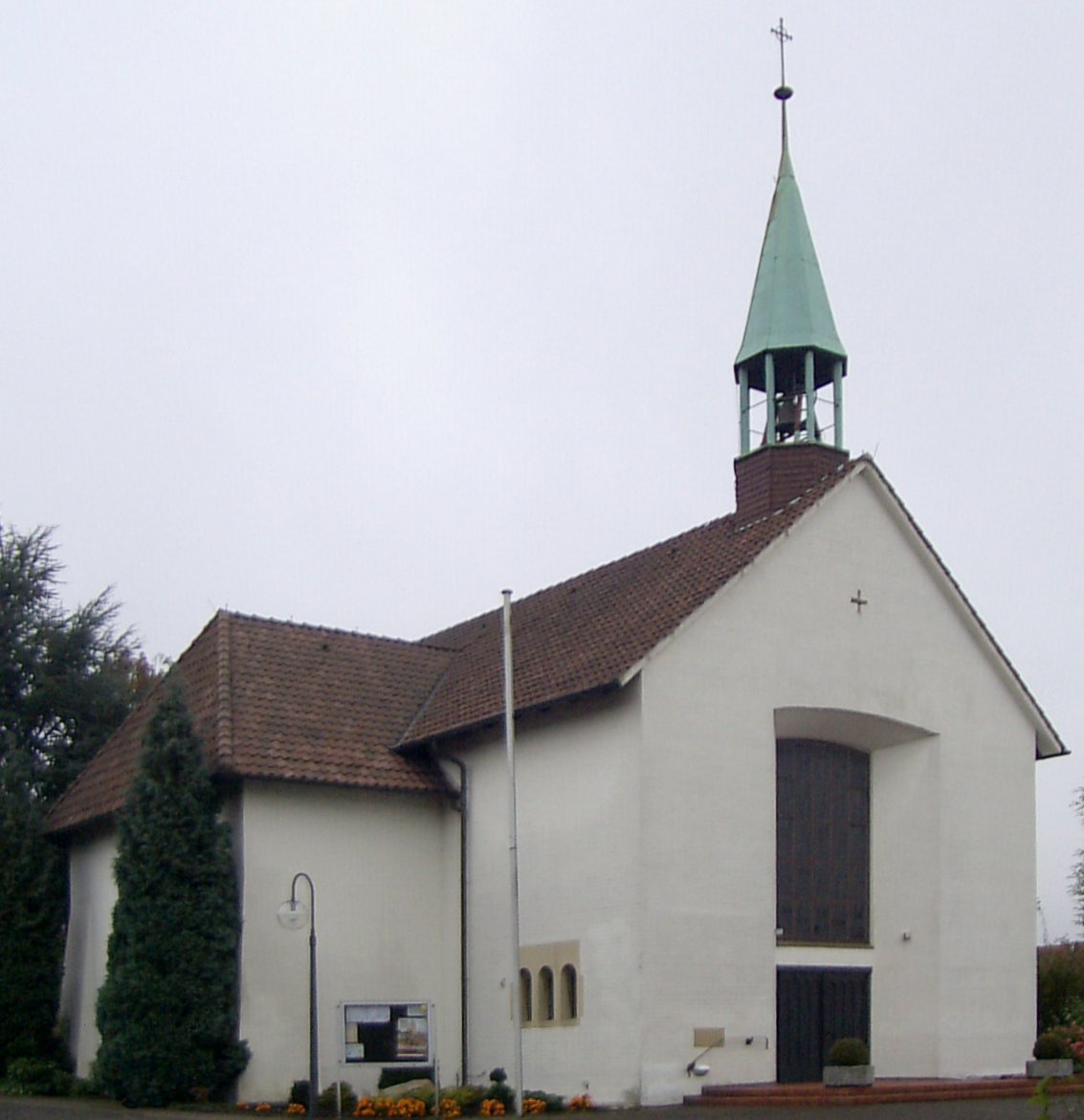
Katholieke kerk (gebouwd in 1953)
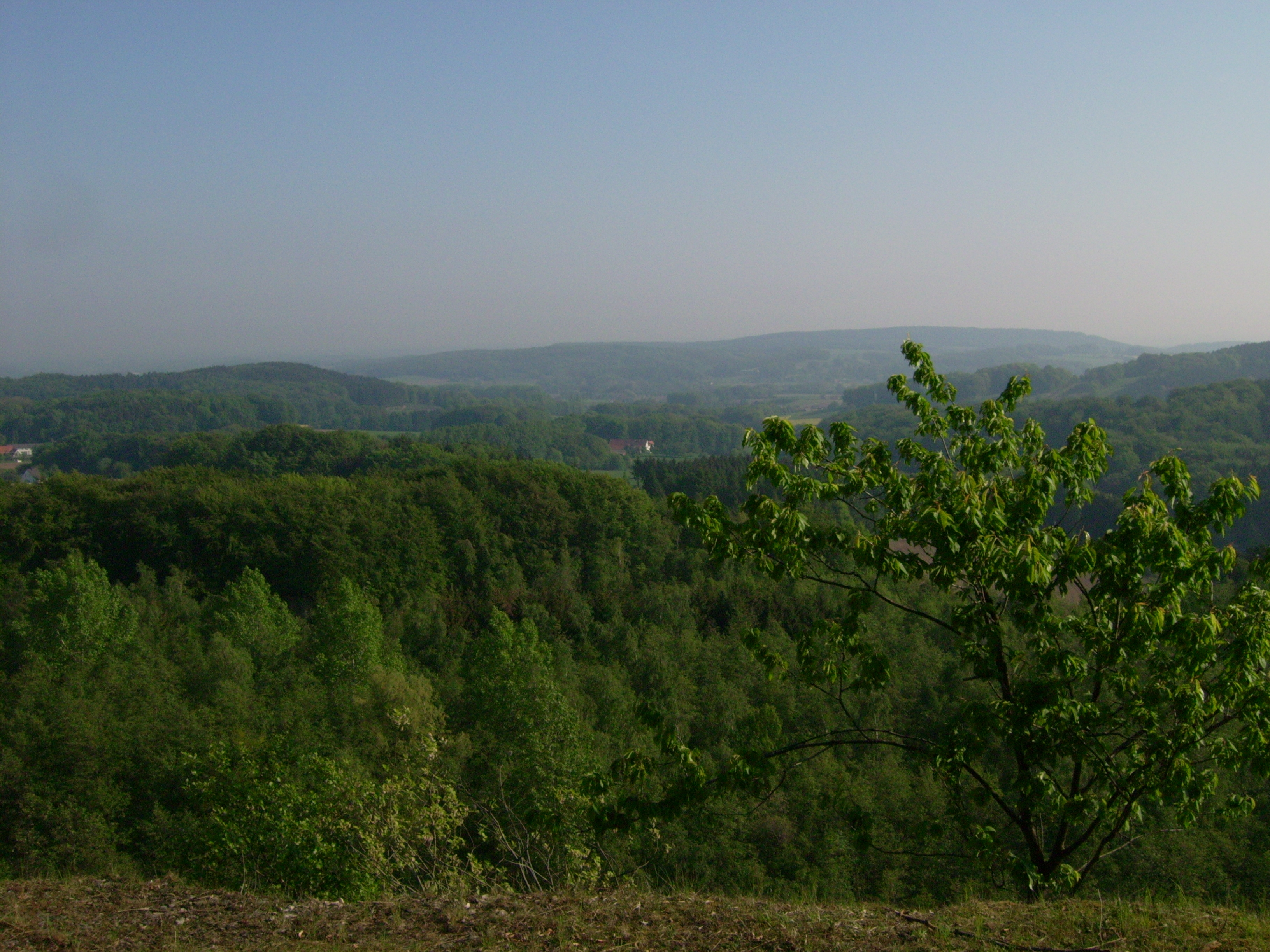
De 236 m hoge Westerbecker Berg (1)
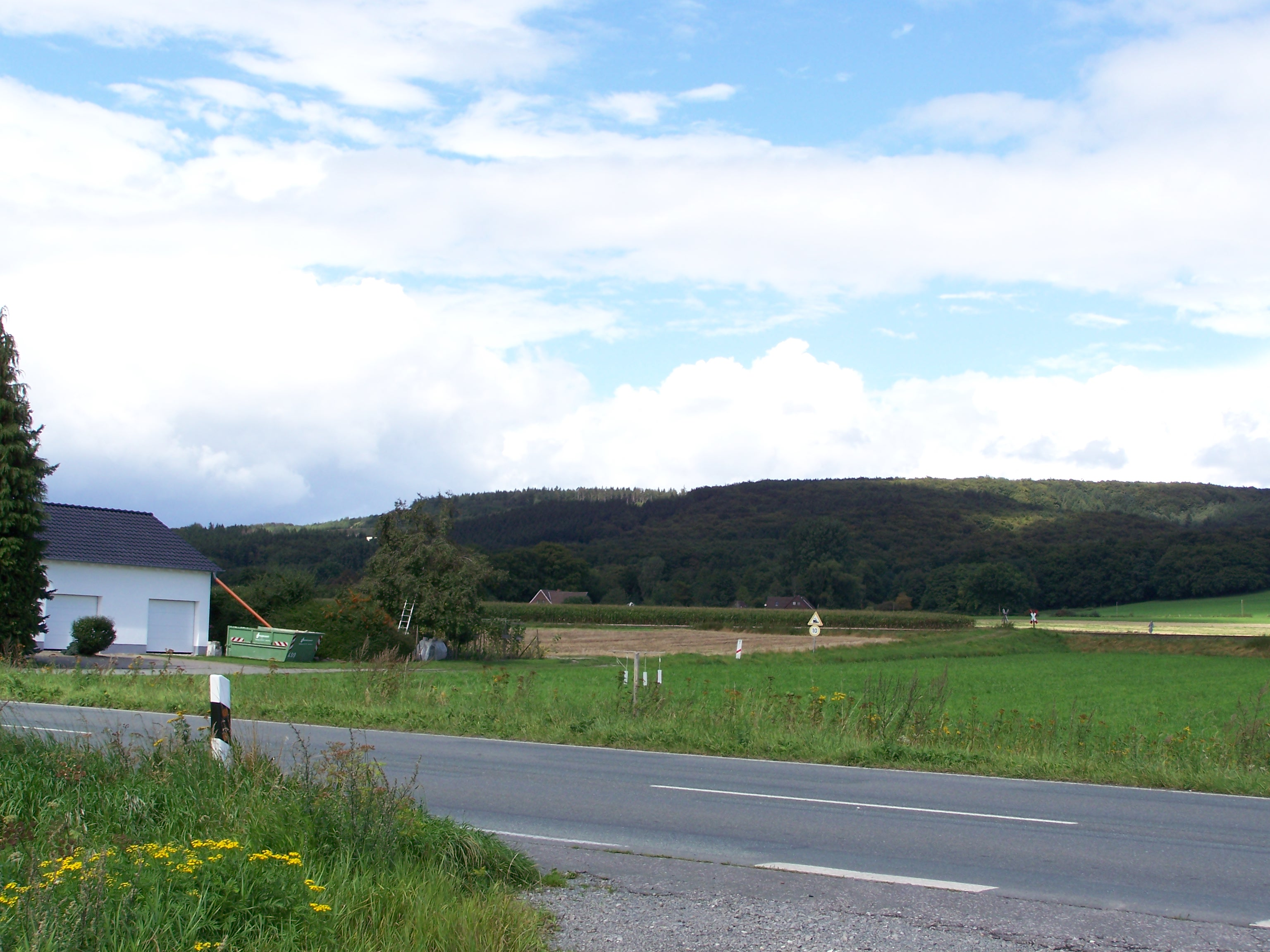
De 236 m hoge Westerbecker Berg (2)
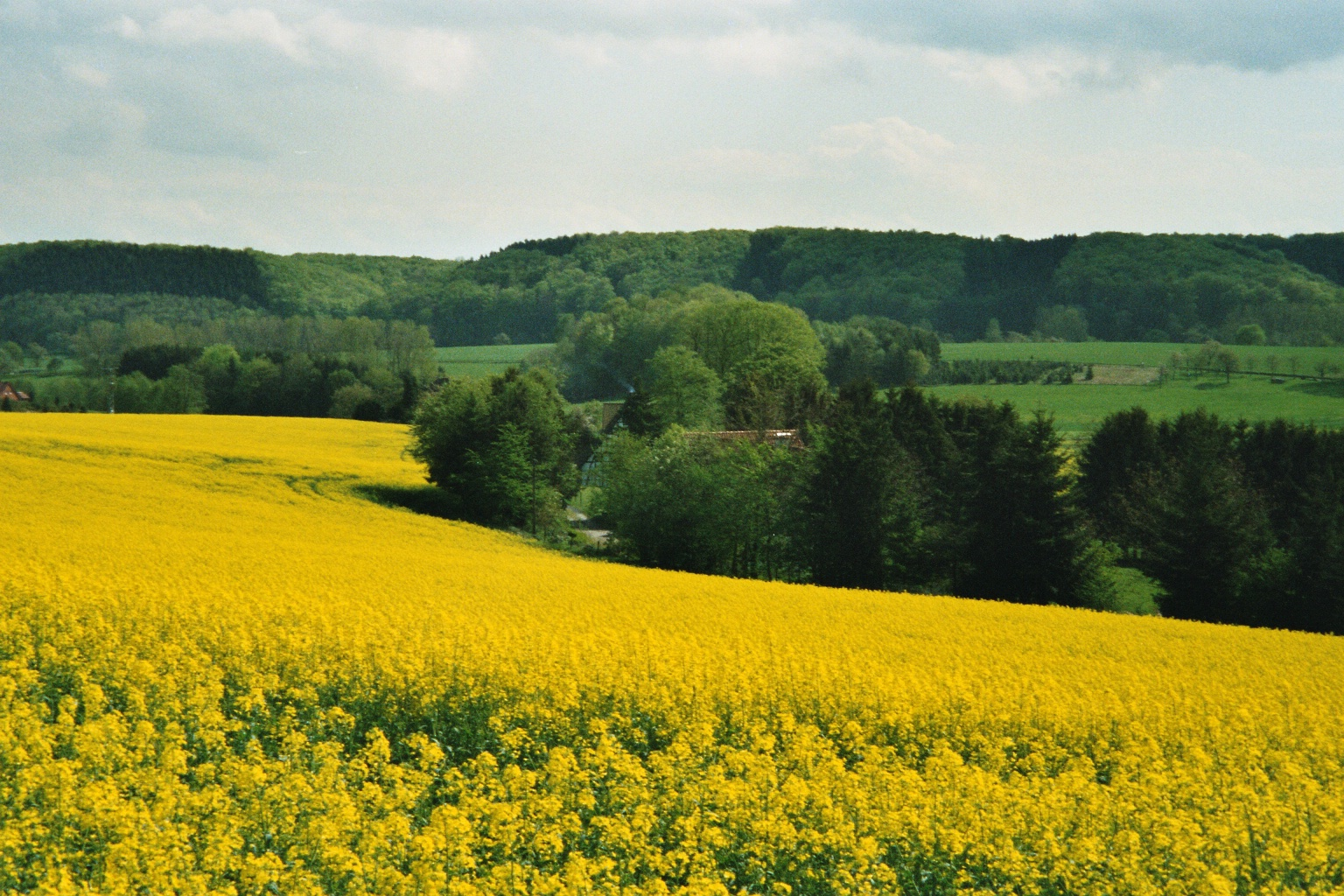
Koolzaadveld in Holperdorp
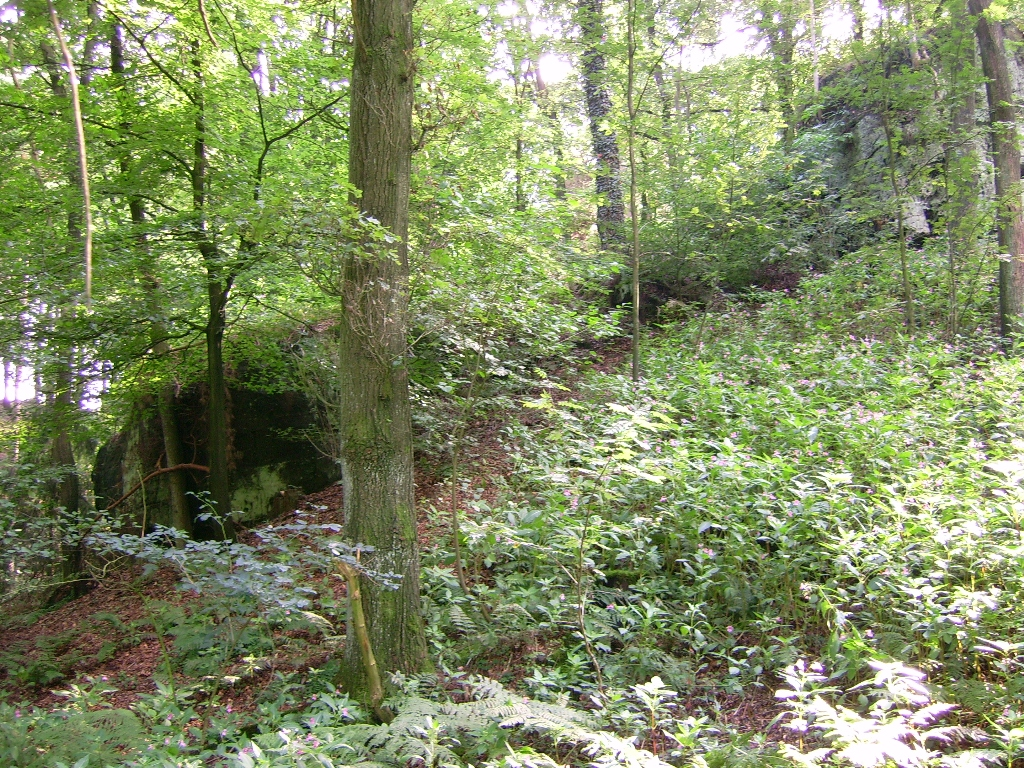
Duvensteine bij Holperdorp (vermoedelijk in de middeleeuwen  door de mens bewerkt)
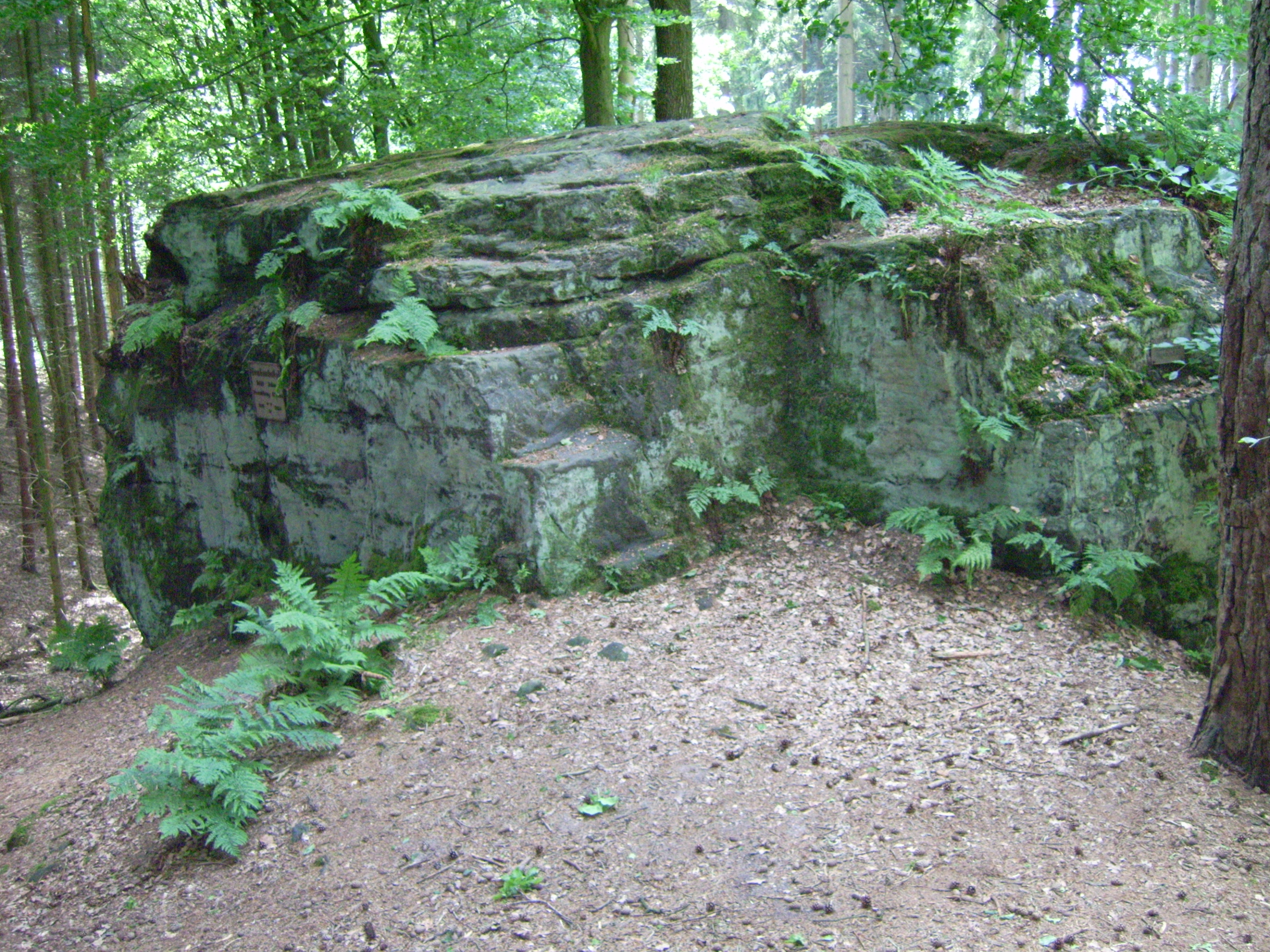
Grafentafel
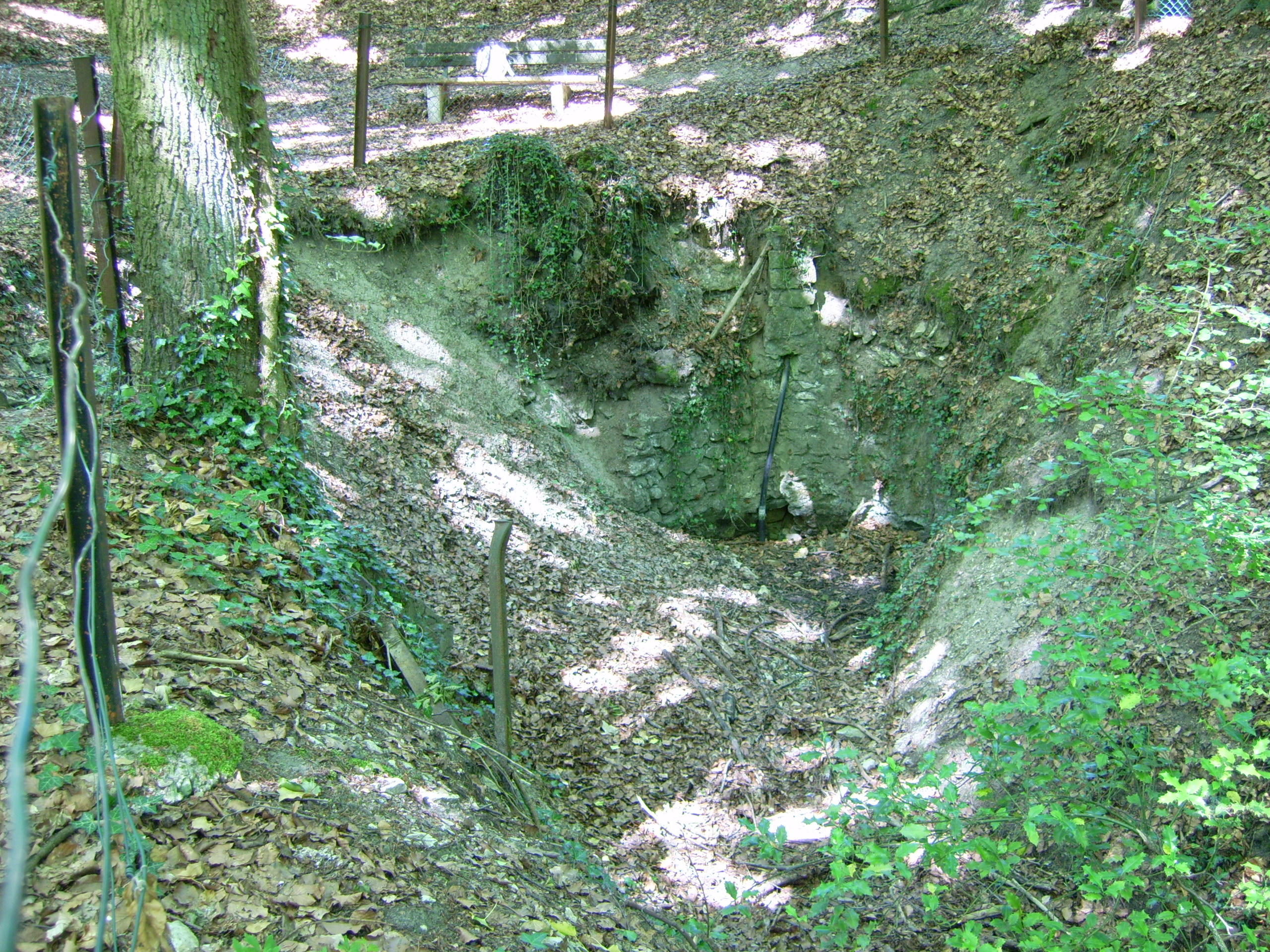
Rotsenbron bij Höste

## Geboren in Lienen
- Toni en Felix Haßmann (*1975 resp. 1986), springruiters, broers van elkaar

## Partnergemeentes
- St. Marys in de Auglaize County in Ohio, Verenigde Staten
- Kelmė bij Šiauliai, Litouwen

Altenberge · Emsdetten · Greven · Hopsten · Hörstel · Horstmar · Ibbenbüren · Ladbergen · Laer · Lengerich · Lienen · Lotte · Metelen · Mettingen · Neuenkirchen · Nordwalde · Ochtrup · Recke · Rheine · Saerbeck · Steinfurt · Tecklenburg · Westerkappeln · Wettringen